# Siedlęcin

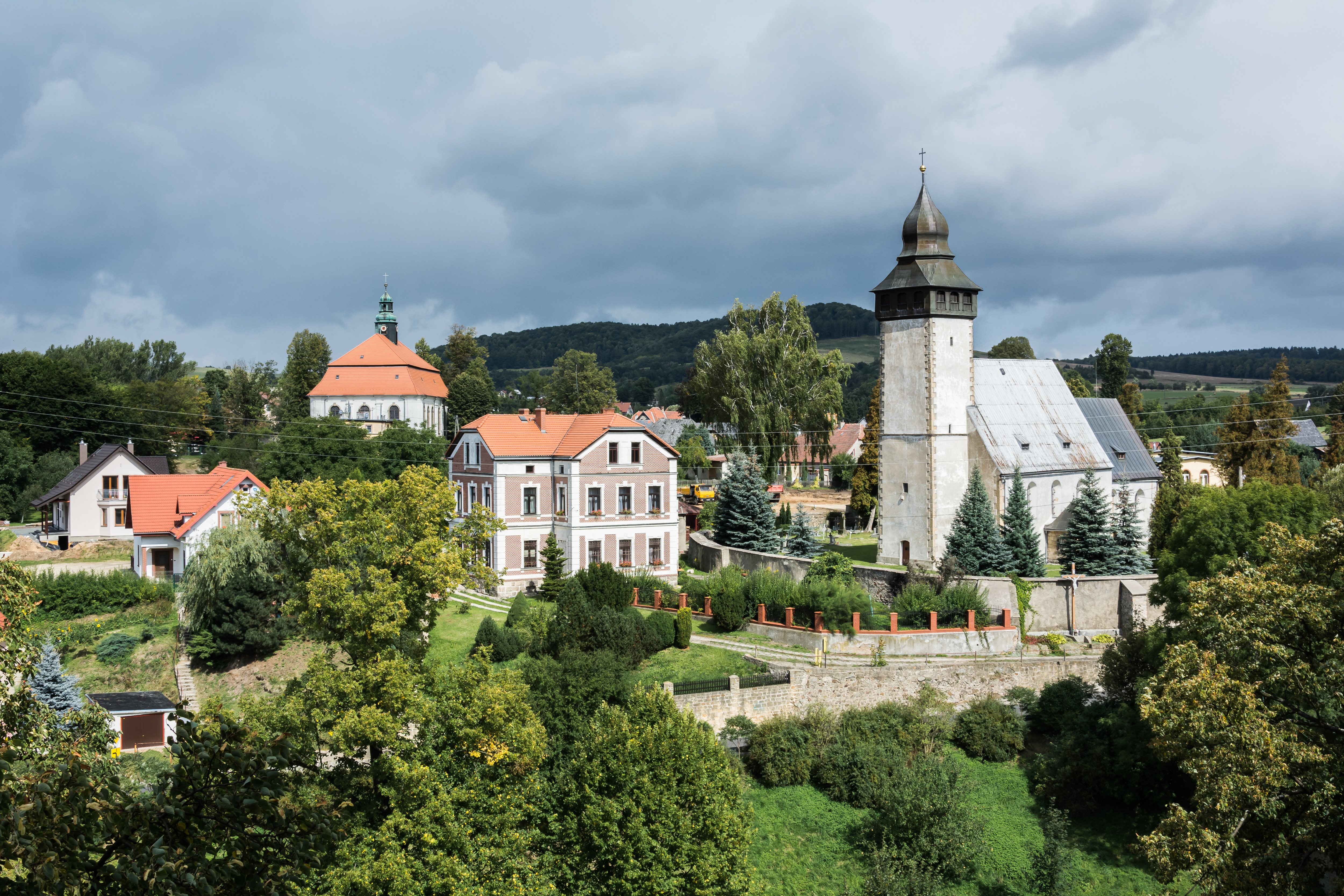
Centrala delar av byn, med Sankt Nikoalus-kyrkan

Siedlęcin, tyska: Boberröhrsdorf, är en by i Jeżów Sudeckis kommun i distriktet Powiat karkonoski i Nedre Schlesiens vojvodskap i sydvästra Polen. Siedlęcin är beläget fyra kilometer sydväst om Jelenia Góra. Siedlęcin omnämns för första gången i ett dokument från år 1305.